# 破壊!
『破壊!』（Busting）は、1974年製作のアメリカ映画。二人の刑事が麻薬組織に挑むポリス・アクション。

## ストーリー
ロサンゼルス市警の風紀課に勤める刑事、マイケルとパトリックは売春婦を摘発するという仕事に従事していた。ある日、二人はジャッキーという有名なコールガールを逮捕した。しかし、次の仕事を任されているうちに、ジャッキーに関する証拠がもみ消されていた。実は署長が彼女の顧客であったために都合よく放免されていたのである。そしてまたしても新しい仕事を任せられることになった。売春と麻薬を取り扱うポルノ･ショップの調査というもので、売春婦は逮捕できたものの麻薬は発見できなかった。二人は麻薬捜査の令状を取ろうとするも、許可されなかった。そこで勝手に深夜のポルノ･ショップへ忍び込み捜査をすることにした。結果、麻薬を発見し、その場にいた売人たちも逮捕したものの、応援で駆けつけた警官が間抜けだったために一人を取り逃がしてしまう。しかも上司から、署長は麻薬組織のボスであるリゾーとも癒着しており、これ以上事件に首を突っ込むなと逆に注意されてしまう。
その後、公衆便所に出没する変質者を捕まえるという不毛な仕事に回された二人は、自分たちの刑事生活を振り返った。当初は下らない仕事ばかりだったが、それは今も変わっていなかった。そうしている間にも、大悪党であるリゾーは気ままに生活をしていることに気付き、怒り心頭に発した二人はリゾーの元を訪れた。そして、自分たちは決して買収などされないということを告げる。しかし、リゾーに嫌がらせをしたために報復に遭ってしまった。上司にそのことが知れてしまったために、二人はコンビを解消される。それでも怒りと執念が尽きることはなく、週末を返上して嫌がらせを続けた。しばらくしてリゾーは病に倒れ、入院することになった。しかし彼の病院を張り込んだ二人は病気が口実であり、実際は病室で麻薬の取引をしていることに気付き、逃走するリゾーを捕まえて銃口を向けた。ところがリゾーは、何の証拠も残っていないのだから自分は逮捕されないと言い放ち、二人を嘲笑する。それを聞き、自分の無力と組織の腐敗に絶望したマイケルは、遂に転職することを決意するのだった。

## キャスト
| 役名                 | 俳優                   | 日本語吹替 |
| 役名                 | 俳優                   | TBS版 |
| -------------------- | ---------------------- | --- |
| マイケル・キニーリー | エリオット・グールド   | 伊武雅之 |
| パトリック・ファレル | ロバート・ブレイク     | 尾藤イサオ |
| カール・リッゾ       | アレン・ガーフィールド | 勝田久 |
| スティーブン         | アントニオ・ファーガス | 富山敬 |
| マーヴィン           | マイケル・ラーナー     | 平林尚三 |
| ジャッキー           | コーネリア・シャープ   | 高畑淳子 |
| ドリス               | エリン・オライリー     | 小宮和枝 |
| 不明 その他          |                        | 増岡弘 加藤正之 宮村義人 大久保正信 広瀬正志 西村知道 小島敏彦 岸野一彦 日比野美佐子 高島雅羅 鈴木希久代 巴菁子 |
|                      |                        | |
| 演出                 | 演出                   | 佐藤敏夫 |
| 翻訳                 | 翻訳                   | 佐藤一公 |
| 効果                 | 効果                   | 遠藤堯雄 桜井俊哉                                                                                               |
| 調整                 | 調整                   | 前田仁信 |
| 制作                 | 制作                   | 東北新社 |
| 解説                 | 解説                   | 荻昌弘 |
| 初回放送             | 初回放送               | 1978年6月12日 『月曜ロードショー』                                                                              |

※日本語吹替はBD・DVD収録。(約91分)